# Adelbert von Chamisso-priset
Adelbert von Chamisso-priset (tyska Adelbert-von-Chamisso-Preis) var en tysk litterär utmärkelse som inrättades 1985, som gavs till verk vars författares modersmål inte är tyska, vilket också var fallet för Adelbert von Chamisso. Det gavs ut av Robert Bosch Stiftung.
Förutom huvudpriset på 15 000 €, delade man också ut PR-priser ("Förderpreise") på 7 000 € och ibland ett hederspris ("Ehrengabe"). 
Priset skapades av Harald Weinrich.
2016 meddelade Robert Bosch Stiftung att priset skulle sluta delas ut efter utmärkelsen 2017 eftersom det hade uppfyllt sitt ursprungliga mål.

## Mottagare
Listan visar huvudpriset, PR-priset ("PP"),  och hederspriset.
- 1985 - Aras Ören; PP: Rafik Schami
- 1986 - Ota Filip
- 1987 - Franco Biondi och Gino Chiellino
- 1988 - Elazar Benyoëtz; PP: Zafer Şenocak
- 1989 - Yüksel Pazarkaya; PP: Zehra Çırak
- 1990 - Cyrus Atabay; PP: Alev Tekinay
- 1991 - Libuše Moníková; PP: SAID
- 1992 - Adel Karasholi och Galsan Tschinag
- 1993 - Rafik Schami; PP: Ismet Elci
- 1994 - Dante Andrea Franzetti; PP: Dragica Rajcić
- 1995 - György Dalos; PP: László Csiba
- 1996 - Yoko Tawada; PP: Marijan Nakić
- 1997 - Güney Dal och José FA Oliver; hederspris: Jiří Gruša
- 1998 - Natascha Wodin; PP: Abdellatif Belfellah
- 1999 - Emine Sevgi Özdamar; PP: Selim Özdogan
- 2000 - Ilija Marinow Trojanow; PP: Terézia Mora och Aglaja Veteranyi
- 2001 - Zehra Çırak; PP: Radek Knapp och Vladimir Vertlib; hederspris: Imre Kertész
- 2002 - SAID; PP: Francesco Micieli och Catalin Dorian Florescu; hederspris: Harald Weinrich
- 2003 - Ilma Rakusa; PP: Hussain al-Mozany och Marica Bodrozic
- 2004 - Asfa-Wossen Asserate och Zsuzsa Bánk; PP: Yadé Kara
- 2005 - Feridun Zaimoğlu; PP: Dimitré Dinev
- 2006 - Zsuzsanna Gahse; PP: Sudabeh Mohafez och Eleonora Hummel
- 2007 - Magdalena Sadlon; PP: Que Du Luu och Luo Lingyuan
- 2008 - Saša Stanišić; PP: Michael Stavarič och Léda Forgó
- 2009 - Artur Becker; PP: María Cecilia Barbetta och Tzveta Sofronieva
- 2010 - Terézia Mora; PP: Abbas Khider och Nino Haratischwili
- 2011 - Jean Krier; PP: Olga Martynova och Nicol Ljubić
- 2012 - Michael Stavarič; PP: Akos Doma och Ilir Ferra
- 2013 - Marjana Gaponenko; PP: Matthias Nawrat och Anila Wilms
- 2014 - Ann Cotten; PP: Dana Ranga och Nellja Veramoj
- 2015 - Sherko Fatah, PP: Olga Grjasnowa och Martin Kordic
- 2016 - Esther Kinsky och Uljana Wolf
- 2017 - Abbas Khider; Barbi Marković och Senthuran Varatharajah (FP)